# Stazione di Monterotondo-Mentana
Stazione di Monterotondo-Mentana vasútállomás Olaszországban, Monterotondo településen.

## Vasútvonalak
Az állomást az alábbi vasútvonalak érintik:
- Firenze–Róma-vasútvonal

## Kapcsolódó állomások
A vasútállomáshoz az alábbi állomások vannak a legközelebb:
- Stazione di Settebagni (Stazione di Fiumicino Aeroporto, FL1)
- Stazione di Piana Bella di Montelibretti (Stazione di Orte, FL1)